# Assembleia Legislativa da Madeira
A Assembleia Legislativa da Região Autónoma da Madeira localiza-se na cidade e concelho do Funchal, na ilha da Madeira, na Madeira. Constitui-se no órgão legislativo e de fiscalização parlamentar da Região Autónoma da Madeira, sendo, a par da existente na Região Autónoma dos Açores, uma das Assembleias Legislativas previstas pela Constituição da República Portuguesa como órgão máximo de autogoverno das Regiões Autónomas.
Em 1976, início da I Legislatura e até 4 de Dezembro de 1987, data da inauguração das atuais instalações, os serviços da Assembleia estiveram sediados no edifício da Antiga Junta Geral, à Avenida Zarco.
A nova sede foi instalada no edifício da antiga Alfândega do Funchal, classificado Monumento Nacional. O projeto de recuperação do edifício, então devoluto, foi executado pelo arquiteto Raul Chorão Ramalho.
Encostada à antiga escadaria manuelina que se encontra a nascente do edifício, está a Capela de Santo António da Mouraria, fundada em 1714.

## Legislaturas
- I Legislatura
- II Legislatura
- III Legislatura
- IV Legislatura
- V Legislatura
- VI Legislatura
- VII Legislatura
- VIII Legislatura
- IX Legislatura
- X Legislatura
- XI Legislatura
- XII Legislatura
- XIII Legislatura
- XIV Legislatura
- XV Legislatura